# 年の差婚 (漫画)
『年の差婚』（としのさこん）は、中間淳生による漫画作品。『めちゃコミック』（アムタス）にて、2018年から2021年7月26日まで連載。2020年11月時点で累計ダウンロード数が700万を超えている。
2020年にはテレビドラマ化された。

## 登場人物
村上舞衣子
主人公。29歳。恋愛経験がほとんどない。建築事務所で働いている。
花里晴海
主人公。44歳。バツイチ。

## 反響
2018年12月ごろ、「44歳のバツイチおじさんがイケメン過ぎる」と本作が話題になった。中間によると、読者からたくさんのレビューや手紙、Twitterで感想を貰ったという。レビューでは花里晴海が人気であった。

## 制作背景
中間はいろいろなエピソードや登場するキャラクターを気に入っているが、特に村上舞衣子と花里晴海の主人公2人に思い入れがあるという。過去に本作と同様の話を描こうと考えた中間だが、「天然女性や中年男性が主人公のストーリーはあまり好まれない」と聞き、断念。しかし天然女性や中年男性を好む中間は「好きなもの同士の組み合わせを描きたい」とずっと考えていたといい、そのため本作を楽しんで描いている。
どのキャラクターも中間の「好みのタイプが反映されている」といい、中間の「一部分」や「なりたかった理想像」が入っている。身近な人物より「生活していてたまたま出会った人をキャラづくりの参考にさせてもらうことが多い」という。

## 書誌情報
- 中間淳生『年の差婚』大誠社〈Only Lips comics〉、既刊6巻（2022年6月10日現在）
  1. 2019年8月24日発売[4]、ISBN 978-4-86518-086-2
  2. 2020年6月26日発売[5]、ISBN 978-4-86518-095-4
  3. 2020年12月18日発売[6]、ISBN 978-4-86518-103-6
  4. 2021年6月18日発売[7]、ISBN 978-4-86518-112-8
  5. 2021年12月10日発売[8]、ISBN 978-4-86518-125-8
  6. 2022年6月10日発売[9]、ISBN 978-4-86518-139-5

## テレビドラマ
2020年12月16日から2021年2月19日まで毎日放送の深夜ドラマ枠「ドラマイズム」で放送された。

### キャスト
村上舞衣子〈24〉
演 - 葵わかな（7歳時：松岡夏輝）

花里晴海〈44〉
演 - 竹財輝之助

西川美雪〈41〉
演 - 松本若菜

理音〈20〉
演 - 小野寺晃良（幼少期：志水透哉）

ショーン・一ノ瀬〈25〉
演 - 吉野北人

竹田紫〈34〉
演 - 河井青葉

崎田〈61〉
演 - 徳井優

村上源一郎〈60〉
演 - 吹越満

### スタッフ
- 原作 - 中間淳生 『年の差婚』（めちゃコミックオリジナル）
- 監督 - 廣木隆一、稲葉博文
- 脚本 - ねじめ彩木、松井香奈
- 音楽 - 遠藤浩二
- オープニングテーマ - 原因は自分にある。「シェイクスピアに学ぶ恋愛定理」
- エンディングテーマ - HAN-KUN「TO-KE-TE」
- 企画・プロデュース - 渋谷恒一（あまた株式会社）
- 企画 - 恵美滋之（アムタス）、石崎大介（アムタス）
- 製作者 - 山下正樹（アムタス）、高橋宏典（あまた株式会社）、平田樹彦（ダブル・フィールド）
- 制作プロダクション - ダブル・フィールド
- 製作 - 『年の差婚』製作委員会、毎日放送

### 放送日程
| 各話   | 放送日         | 脚本       | 監督     |
| ------ | -------------- | ---------- | -------- |
| 第1話  | 2020年12月16日 | ねじめ彩木 | 稲葉博文 |
| 第2話  | 12月23日       | ねじめ彩木 | 稲葉博文 |
| 第3話  | 2021年01月06日 | 松井香奈   | 廣木隆一 |
| 第4話  | 01月13日       | 松井香奈   | 廣木隆一 |
| 第5話  | 01月20日       | ねじめ彩木 | 稲葉博文 |
| 第6話  | 01月27日       | ねじめ彩木 | 稲葉博文 |
| 第7話  | 02月03日       | ねじめ彩木 | 稲葉博文 |
| 最終話 | 02月10日       | ねじめ彩木 | 稲葉博文 |

### 放送局
| 放送期間                        | 放送時間                     | 放送局             | 対象地域   | 備考   |
| ------------------------------- | ---------------------------- | ------------------ | ---------- | ------ |
| 2020年12月16日 - 2021年02月10日 | 水曜 0:59 - 1:29 (火曜深夜)  | 毎日放送           | 近畿広域圏 | 製作局 |
|                                 | 水曜 1：28 - 1:58 (火曜深夜) | TBSテレビ          | 関東広域圏 |        |
| 2021年01月5日 - 2月23日         | 火曜 1:00 - 1:30 (月曜深夜)  | 北陸放送           | 石川県     |        |
| 2021年01月8日 - 2月26日         | 金曜 0:56 - 1:26 (木曜深夜)  | あいテレビ         | 愛媛県     |        |
| 2021年01月10日 - 2月28日        | 日曜 1:58 - 2:28 (土曜深夜)  | チューリップテレビ | 富山県     |        |
| 2021年01月13日 - 3月03日        | 水曜 0:55 - 1:25 (火曜深夜)  | テレビユー山形     | 山形県     |        |
| 2021年01月26日 - 3月16日        | 火曜 1:00 - 1:30 (月曜深夜)  | 宮崎放送           | 宮崎県     |        |
| 2021年02月04日 - 3月25日        | 木曜 1:28 - 1:58 (水曜深夜)  | IBC岩手放送        | 岩手県     |        |
| 2021年02月09日 - 3月30日        | 火曜 1:29 - 1:59 (月曜深夜)  | CBCテレビ          | 中京広域圏 |        |

| 毎日放送・TBS ドラマイズム                          | 毎日放送・TBS ドラマイズム | 毎日放送・TBS ドラマイズム |
| 前番組                                              | 番組名                     | 次番組                     |
| --------------------------------------------------- | -------------------------- | -------------------------- |
| そのご縁、お届けします -メルカリであったほんとの話- | 年の差婚                   | ホリミヤ                   |